# Nitrosylace

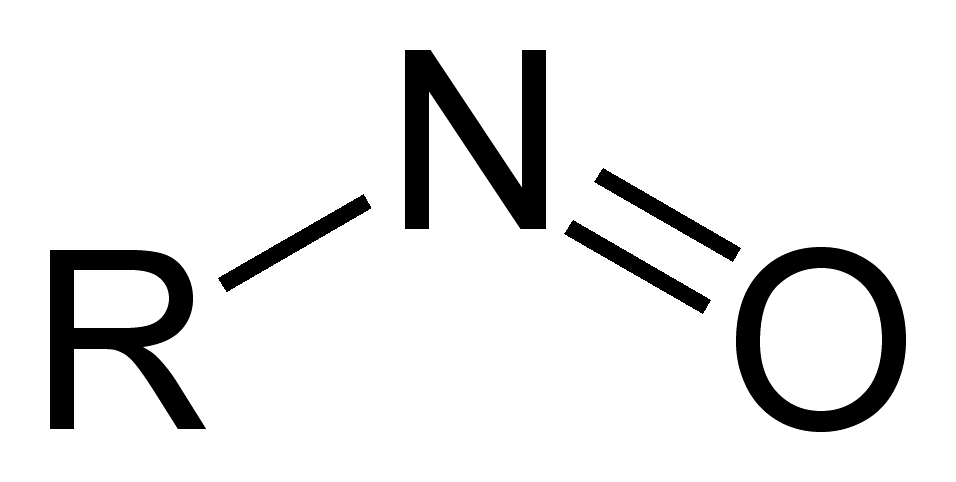
Nitrosylací vzniká molekula "R" s navázánou skupinou N=O.

Nitrosylace je obecné označení pro reakce, při kterých se na (obvykle organické) molekuly připojují molekuly oxidu dusnatého; čehož lze dosáhnout několika způsoby. V živých organismech je nejvýznamnější S-nitrosylace, při níž se napojuje N=O na thiolové skupiny cysteinu; tento proces je významnou součástí buněčné signalizace.
K nitrosylačním reakcím se také řadí koordinace NO na přechodné kovy za vzniku nitrosylových komplexů kovů.